# Evangeline Lilly

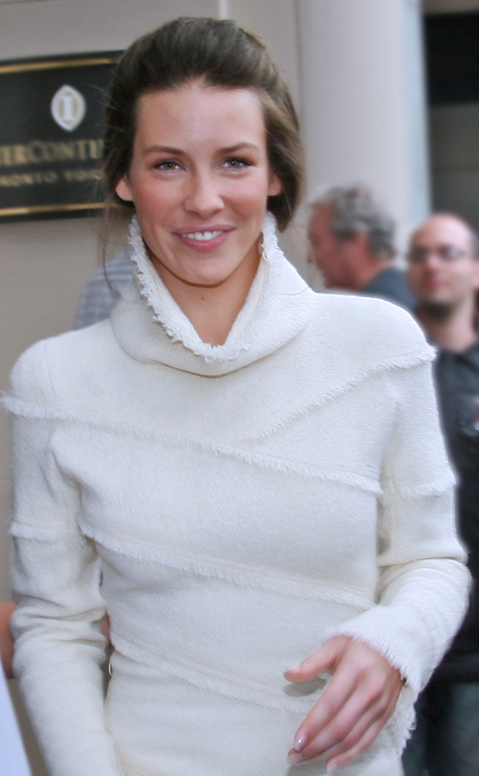
Evangeline Lilly 2008.

Nicole Evangeline Lilly, född 3 augusti 1979 i Fort Saskatchewan, Alberta, Kanada, är en kanadensisk skådespelare och fotomodell, mest känd för att ha spelat rollen som Kate Austen i TV-serien Lost. Hon har varit tillsammans med skådespelaren Dominic Monaghan som spelar Charlie i Lost.
På sin fritid gillar hon att åka skridskor, kanot, snowboard och klättra på bergväggar. Hon har två yngre systrar. Den yngsta heter Andrea. Innan sin skådespelarkarriär arbetade hon som flygvärdinna. Hon har också arbetat med välgörenhet för barn. Den första som upptäckte Evangeline var Jeff Palffy.
Lilly har också gästskådespelat i serier som Tru Calling, Smallville och Kingdom Hospital. Hon hade rollen som Tauriel i filmserien Hobbit. Lilly medverkar även i Marvel Cinematic Universe-serien i filmen Ant-Man.

## Filmografi (i urval)
- 2001–2003 – Smallville (TV-serie) (4 avsnitt)
- 2002 – Judgement Day (TV-serie)
- 2003 – Stealing Sinatra
- 2003 – Freddy vs. Jason
- 2003 – Mitt liv som popstjärna
- 2003–2004 – Tru Calling (TV-serie)
- 2004 – White Chicks
- 2004 – Kingdom Hospital (TV-serie) (1 avsnitt)
- 2004–2010 – Lost (TV-serie)
- 2005 – The Long Weekend
- 2006 – Just Yell Fire
- 2008 – Afterwards
- 2008 – The Hurt Locker
- 2011 –  Real Steel
- 2013 – Hobbit: Smaugs ödemark
- 2014 – Hobbit: Femhäraslaget
- 2015 – Ant-Man
- 2017 – Little Evil
- 2018 – Ant-Man and the Wasp
- 2019 – Avengers: Endgame
- 2020 – Dreamland
- 2021 – What If...? (TV-serie) (röst)
- 2023 – Ant-Man and the Wasp: Quantumania